# Вестпорт (Індіана)
Вестпорт (англ. Westport) — місто (англ. town) в США, в окрузі Декатур штату Індіана. Населення — 1393 особи (2020).

## Географія
Вестпорт розташований за координатами 39°10′40″ пн. ш. 85°34′30″ зх. д. / 39.17778° пн. ш. 85.57500° зх. д. (39.177671, -85.575033).  За даними Бюро перепису населення США в 2010 році місто мало площу 3,45 км², з яких 3,42 км² — суходіл та 0,03 км² — водойми.

## Демографія
Згідно з переписом 2010 року, у місті мешкало 1379 осіб у 548 домогосподарствах у складі 369 родин. Густота населення становила 400 осіб/км².  Було 653 помешкання (189/км²).
Расовий склад населення:
| - 98,5 % — білих - 0,2 % — корінних американців - 0,1 % — чорних або афроамериканців - 0,1 % — азіатів |

До двох чи більше рас належало 1,1 %. Частка іспаномовних становила 0,9 % від усіх жителів.
За віковим діапазоном населення розподілялося таким чином: 27,6 % — особи молодші 18 років, 58,3 % — особи у віці 18—64 років, 14,1 % — особи у віці 65 років та старші. Медіана віку мешканця становила 36,4 року. На 100 осіб жіночої статі у місті припадало 94,2 чоловіків;  на 100 жінок у віці від 18 років та старших — 92,1 чоловіків також старших 18 років.
Середній дохід на одне домашнє господарство  становив 46 355 доларів США (медіана — 39 875), а середній дохід на одну сім'ю — 55 581 долар (медіана — 49 635). За межею бідності перебувало 11,5 % осіб, у тому числі 6,7 % дітей у віці до 18 років та 13,0 % осіб у віці 65 років та старших.
Цивільне працевлаштоване населення становило 590 осіб. Основні галузі зайнятості: виробництво — 36,8 %, освіта, охорона здоров'я та соціальна допомога — 18,1 %, роздрібна торгівля — 7,8 %, публічна адміністрація — 7,6 %.